# Altrussischer Ritus
Altrussischer Ritus ist die byzantinische Liturgie der russischen Orthodoxie vor den Reformen des 17. Jahrhunderts, besonders unter dem Patriarchen Nikon. Er ist wichtig als gegenwärtige Liturgie (eines Teils) der russischen „Altgläubigen“ (Russisch-Orthodoxe Altritualistische Kirche) und für die liturgiegeschichtliche Forschung, weil er und seine Quellen Konstantinopler (= byzantinische) und nahöstliche Traditionen bezeugen, die ansonsten nicht mehr oder nur wenig dokumentarisch belegt sind.
Im 17. Jahrhundert wurden die liturgischen Bücher der Russischen Orthodoxen Kirche, unter anderem durch Jewfimi Tschudowski (1620–1705), nach dem Vorbild der in Venedig gedruckten „moderneren“ griechischen Liturgiebücher, allerdings nicht tiefgreifend, verändert: Trebnik 1658, Tschinownik 1667 u. a.  Die „Altgläubigen“ lehnten – neben anderen Neuerungen (beim Kreuzzeichen, Kirchengesang) – diese Bücherreform ab und benutzten weiterhin die zuvor üblichen gottesdienstlichen Ordnungen sowie den traditionellen einstimmigen Kirchengesang. Nach der Wiedervereinigung eines Teils der „Altgläubigen“ mit der Russischen Orthodoxen Kirche ließ diese für die Altritualisten ein eigenes Liturgiebuch drucken: Jedinowerzy Tschinownik. Dieser Druck beruht auf zwei Handschriften des 16. Jahrhunderts: Moskau Synod. slav. 366 (680) und 367 (909).